# Poniatowa (plaats)
Poniatowa is een stad in het Poolse woiwodschap Lublin, gelegen in de powiat Opolski. De oppervlakte bedraagt 15,2 km², het inwonertal 10.086 (2005).

## Verkeer en vervoer
- Station Poniatowa